# Ivar Frostner
Ivar Frostner, född den 6 februari 1901 i Lyby församling, Malmöhus län, död den 28 oktober 1984 i Stockholm, var en svensk läkare och ämbetsman.
Frostner avlade studentexamen i Lund 1919, medicine kandidatexamen vid Lunds universitet 1924 och medicine licentiatexamen där 1928. Efter olika läkarförordnanden 1929–1938 var han provinsialläkare i Råneå 1939–1946, i Heby 1946–1954 och förste provinsialläkare i Västmanlands län 1955. Frostner var medicinalråd och chef för medicinalbyrån 1955–1967. Han blev riddare av Nordstjärneorden 1954. Frostner vilar på Råcksta begravningsplats.